# Lacombia dactyloni
Lacombia dactyloni är en insektsart som först beskrevs av Bodenheimer 1943.  Lacombia dactyloni ingår i släktet Lacombia och familjen ullsköldlöss. Inga underarter finns listade i Catalogue of Life.